# Ngerikuul Bay
Ngerikuul Bay (auch: Arumizu Bay, Arumizu Wan, Iwayama Bay, Iwayama-wan, Songel A Lise Lagoon) ist eine Bucht, beziehungsweise Lagune im Inselstaat Palau, welche die Insel Koror von Ulebsechel trennt.

## Geographie
Die Bucht zieht sich von Westen nach Südosten und beginnt wie ein Kanal zwischen den beiden Inseln. Sie weitet sich im Osten auf Grund der bogenförmigen Gestalt von Koror, welches mit der Ngermeuangel Peninsula eine Bucht bildet die von ca. 16 der Rock Islands durchzogen ist.
Diese Inseln sind: 
- Iberor-Inseln (Inselgruppe)
- Kuat
- Ngellang
- Bukrrairong
- Ngerbechetei-Inseln (Inselgruppe)
- Ngetkuml
- Ngerumetochel
- Ngedesakr
- Tengetcheyangel
- Toirius
- Ngertechiel
- Meduu

sowie Itabchemingl, eine Halbinsel, die von der südlichen Ngermeuangel Peninsula weit nach Norden in die Bucht ragt. Die Inseln bilden die Landmarken für eine Unterteilung der Bucht in die Teilbuchten Nikko Bay und Ikesiil Bay sowie den Ngerikuul-Kanal.
Im Süden schiebt sich Ulebsechel mit der verschlungenen Halbinsel Ngeteklou weit in die Bucht hinein. Der Kanal wird nach Südosten, zum Meer hin, von den beiden Inselchen Ucheliungs und Ngerchebukl abgegrenzt.